# Alex Edwards
Alex Edwards (Dunfermline, Escocia; 14 de marzo de 1946 – 12 de diciembre de 2024) fue un futbolista escocés que jugó en la posición de extremo.

## Carrera

### Club
| Periodo   | Club                    | Apariciones | Goles |
| --------- | ----------------------- | ----------- | ----- |
| 1961–1971 | Dunfermline Athletic FC | 240         | 43    |
| 1971–1978 | Hibernian FC            | 142         | 5     |
| 1978-1980 | Arbroath FC             | 9           | 0     |

### Selección nacional
Jugó para Escocia sub-23 en una ocasión en 1966 y anotó un gol.

## Logros

### Club
- Copa de Escocia (1): 1968

### Individual
- Miembro del Dunfermline Athletic Hall of Fame en 2006.
- Miembro del Hibernian Hall of Fame en 2024.[4]